# 바쿠 (요괴)

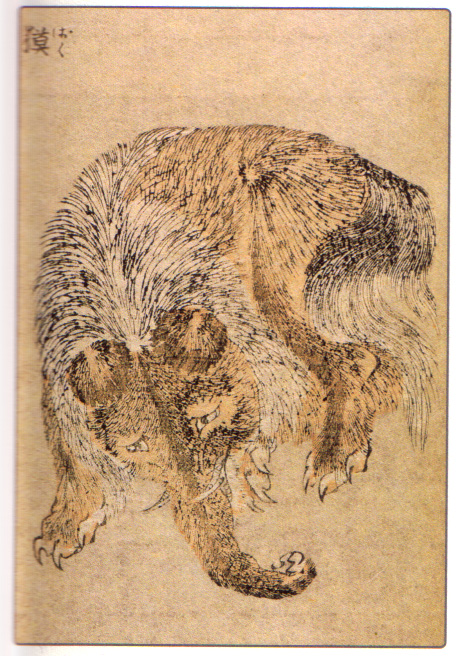
가쓰시카 호쿠사이가 그린 바쿠

바쿠(일본어: 獏, ばく 맥[*])은 중국으로부터 일본에 전해진 전설의 요괴이다. 사람의 꿈을 먹는다고 여겨지지만, 이 경우의 꿈은 장래의 희망을 의미하는 것이 아닌, 렘 수면 상태에서 사람이 보는 꿈을 지칭한다. 악몽을 본 사람은 "이 꿈을 바쿠에게 줍니다"라고 말하면 그 후에 그 악몽을 다시 꾸지 않게 된다고 여겨졌다.

## 개요
몸은 곰, 코는 코끼리, 눈은 코뿔소, 꼬리는 소, 다리는 호랑이의 것을 하고 있다고 여겨져왔는데, 이는 태초에 신이 동물을 창조하였을 때, 남은 동물들의 부위를 사용하여 바쿠를 창조했기 때문이라고 한다. 중국의 바쿠 전설에서는 악몽을 먹는다는 이야기는 존재하지 않으며, 바쿠의 가죽을 방석이나 침구로 씀으로써 질병이나 불행을 피할 수 있다고 여겨졌고, 바쿠의 그림을 그려 사악한 기운을 쫓아내는 풍습도 존재하여 당나라 시대에는 병풍에 바쿠가 그려져 있는 경우도 있었다.
 그리고 이러한 풍속 신앙이 일본에 전해지는 과정에서 "악몽을 쫓는다"는 의미가 "악몽을 먹는다"는 의미로 전이되었다고 한다. 이 의미 전이에 대하여, 《당육전》에는 막기 (莫奇)라는 신이 꿈을 먹는다고 기술되어 있어, 이것이 바쿠와 혼동되었다는 설이 있다.
일본의 무로마치 시대 말기에 바쿠의 그림이나 문자는 길조를 빌기 위해 쓰였는데, 정월에 좋은 꿈을 꾸기 위하여 배개 아래에 보물선의 그림을 그릴 때, 악몽을 꾸어도 바쿠가 먹어치워주길 기원하며 배의 돛에 바쿠를 뜻하는 "獏"라는 문자를 그려넣는 풍습이 있었다. 에도 시대에는 바쿠를 그린 패가 길조를 비는 물건으로써 유행하여, 나무배게에 바쿠의 그림이 그려져 있거나, 바쿠의 형상을 한 "바쿠 배게"가 만들어지기도 했다. 한편, 중국의 성수(聖獸)인 백택과 혼동되는 경우도 있다. 도쿄도의 고햐쿠라칸 사에 있는 바쿠 상도 본래는 백택의 모습을 하고 있었다.

## 같이 보기
- 드림캐처